# يوسف الخطيب (فلسطيني)
يوسف الخطيب هو شاعر فلسطيني من شعراء القرن العشرين. عمل في مجال الإذاعة والنشر، وكان عضوًا في المجلس الوطني الفلسطيني منذ دورة عام 1968.

## النشأة والتحصيل العلمي
وُلد يوسف الخطيب في بلدة دورا قضاء محافظة الخليل عام 1931. تلقى تعليمه الابتدائي في مدارسها، ثم انتقل ليكمل دراسته الثانوية في مدينة الخليل. عمل بعدها لفترة قصيرة في إحدى الصحف المحلية في الأردن قبل أن يتوجه إلى دمشق سنة 1951 حيث التحق بكلية الحقوق بالجامعة السورية وتخرج منها سنة 1955 بإجازة في الحقوق، ودبلوم اختصاص في الحقوق العامة. انتسب يوسف الخطيب إلى حزب البعث العربي الاشتراكي أثناء دراسته الجامعية.
في سنة 1955 قام طلبة الجامعة السورية بإصدار أول ديوان من شعره بعنوان العيون الظماء للنور، وهو عنوان القصيدة التي فاز بها بالجائزة الأولى في مسابقة مجلة الآداب والتي نظمت على مستوى الوطن العربي آنذاك.
عمل في الإذاعة الأردنية حتى عام 1957، حيث غادر الأردن عقب أزمة حكومة سليمان النابلسي والتحق بالعمل في الإذاعة السورية. وفي هذه الفترة أصدر ديوانه الثاني بعنوان عائدون عام 1959.
أثر ملاحقة البعثيين إبان الوحدة السورية المصرية، لجأ إلى بيروت، ومنها إلى هولندا حيث عمل في القسم العربي في إذاعة هولندا العالمية. لكنه عاد إلى العراق إثر ثورة 8 شباط ومنها إلى سوريا حيث استقر فيها بشكل نهائي.
بعد فترة وجيزة من عودته أصدر ديوانه الثالث بعنوان واحدة الجحيم عام 1964، وفي عام 1965 تولى منصب المدير العام للهيئة العامة للإذاعة والتلفزيون. لكنه تخلى عن الوظيفة الحكومية نهائياً عام 1966، ليؤسس دار فلسطين للثقافة والإعلام والفنون والتي أصدر عنها عدداً من المطبوعات، أهمها إصداره للمذكرة الفلسطينية ما بين الأعوام 1967- 1976.
وفي نفس العام الذي ترك فيه الخطيب العمل الحكومي، شارك في أعمال الهيئة التأسيسية (لاتحاد الكتاب العرب) في سوريا، وأسهم في وضع نظامه الأساسي، والداخلي. وفي عام 1968 اختير بإجماع القوى والفعاليات الوطنية الفلسطينية في ذلك الحين، عضواً في المجلس الوطني الفلسطيني (عن المستقلين)، ووبقي محتفظًا بموقعه هذا حتى وفاته. وشارك في المؤتمر العام التأسيسي (لاتحاد الكتاب والصحفيين الفلسطينيين المنعقد في بيروت) وانتُخِب لنيابة الأمانة العامة للاتحاد.
في عام 1988 نشر يوسف الخطيب ديوانين اثنين، أحدهما بعنوان بالشام أهلي والهوى بغداد والآخر بعنوان رأيت الله في غزة وهما آخر ما صدر للشاعر من دواوين مكتوبة. تجدر الإشارة هنا إلى أن الشاعر أصدر سنة 1983 أول ديوان سمعي في الوطن العربي على أربعة أشرطة كاسيت تحت عنوان مجنون فلسطين.

## دواوينه الشعرية
1. العيون الظماء للنور - طباعة مجموعة من طلاب الجامعة السورية عام 1955.
2. عائدون - عن دار الآداب اللبنانية 1959.
3. واحة الجحيم - عن دار الطليعة اللبنانية عام 1964.
4. مجنون فلسطين: ديوان سمعي - عن دار فلسطين 1983.
5. رأيت الله في غزة _ عن دار فلسطين بدمشق عام 1988.
6. بالشام أهلي و الهوى بغداد _ عن دار فلسطين بدمشق عام 1988.

## كتابات أخرى
عام 1968 صدر للشاعر عن دار فلسطين مؤلفاً بعنوان ديوان الوطن المحتل يضم مجموعة من قصائد ودواوين شعراء فلسطين المحتلة عام 1948، أمثال محمود درويش وسميح القاسم وتوفيق زياد، إضافة إلى دراسة بقلم الشاعر عن الحركة الشعرية في فلسطين المحتلة. كما صدرت للشاعر مجموعة قصصية وحيدة بعنوانعناصر هدامة عام 1964 عن المكتبة العصرية بلبنان، إضافة إلى سيناريو أدبي بعنوان مذبحة كفر قاسم، وقد حرص الخطيب على ترجمة هذا السيناريو إلى كل من الإنكليزية، الفرنسية، والألمانية.

## المذكرة الفلسطينية
تعتبر المذكرة الفلسطينية أبرز إصدارات دار فلسطين، وأكثرها تأثيراً ورسوخاً في الذاكرة. حيث قام الخطيب بتسجيل يوميات القضية الفلسطينية فيها بالاستناد إلى عدد من المراجع الهامة في هذه القضية، وقد دأب على إصدارها لمدة تسع سنوات (من 1967- 1976) بخمس لغات عالمية، هي العربية، الإنكليزية، الفرنسية، الإسبانية، والألمانية.

## توجهاته السياسية
يعتبر يوسف الخطيب من المؤمنين بالقومية العربية. وقد عبر عن هذا الانتماء بانتسابه إلى حزب البعث العربي الاشتراكي.

## تكريم ورحيل
- حصل على وسام القدس للآداب عام 1991
- ومُنح اسمه وسامَ نجمة القدس عام 2011.[3]

## وفاته
توفي في دمشق عام 2011 وأقيم له عزاء في دار السعادة بدمشق أيام 17- 19 يونيو (حَزِيران) 2011م.